# Banco da Irlanda
O Bank of Ireland Group plc (em irlandês: Banc na hÉireann) é uma operação bancária comercial na Irlanda e um dos tradicionais bancos irlandeses 'Big Four'. Historicamente, a principal organização bancária da Irlanda, o Banco ocupa uma posição única na história bancária irlandesa. No centro do grupo moderno está o antigo Banco da Irlanda, a antiga instituição criada pela Carta Real em 1783.

## História
O Banco da Irlanda é o banco mais antigo em operação contínua (além de 4 fechamentos devido a greves bancárias, 1950, 1966, 1970, 1976) na Irlanda.

### Cronologia da história
A história é a seguinte:
- 1781 - a Lei do Banco da Irlanda é aprovada pelo Parlamento da Irlanda.[2]
- 1783 - 25 de junho de 1783, o Banco da Irlanda foi aberto na Mary's Abbey (Off Capel St., Dublin) em uma casa particular anteriormente pertencente a um Charles Blakeney.[3]
- 1808 - 6 de junho de 1808, o Banco da Irlanda mudou-se para 2 College Green.[3]
- 1864 - O Banco da Irlanda paga primeiro juros sobre depósitos.[3]
- 1926 - O Banco da Irlanda assumiu o controle do National Land Bank - uma sociedade amigável.[3]
- 1948 - O Banco da Irlanda 1783-1946, de FG Hall, foi publicado em conjunto por Hodges Figgis (Dublin) e Blackwell's (Oxford).[4]
- 1958 - O Banco assume o Hibernian Bank Limited.[3]
- 1965 - O National Bank Ltd, um banco fundado por Daniel O'Connell em 1835, tinha agências na Irlanda e na Grã-Bretanha. As agências irlandesas foram adquiridas pelo Banco da Irlanda e renomeadas temporariamente como Banco Nacional da Irlanda, antes de serem totalmente incorporadas ao Banco da Irlanda. As agências britânicas foram adquiridas pelo banco Williams & Glyn.[3]
- 1980 - O primeiro cartão e máquina Pass foram abertos, conhecidos como ATM.
- 1983 - Bicentenário do Banco da Irlanda. Um selo comemorativo foi emitido. O Banco encomendou a publicação de "An Irish Florilegium".[5]
- 1995 - Banco da Irlanda funde o First New Hampshire Bank com o Citizens Financial Group do Royal Bank of Scotland[6]
- 1996 - O Banco da Irlanda compra a sociedade de construção Bristol and West por € 882m, que mantém sua própria marca.[7]
- 1999 - negociações de fusão com a Alliance & Leicester foram realizadas e, em seguida, cancelado.[8]
- 2000 - É anunciado que o Banco da Irlanda deve adquirir o Chase de Vere.[9]
- 2002 - O Banco da Irlanda adquire a Iridian, gerente de investimentos dos EUA, que dobra o tamanho de seus negócios de gestão de ativos.[10]
- 2005 - O Banco da Irlanda conclui a venda da filial de Bristol e West e Direct Savings (Contact Center) à Britannia Building Society.[11]
- 2008 - O Moody's Investors Service mudou sua perspectiva para o Banco da Irlanda de estável para negativa. A Moody's identificou preocupações sobre o enfraquecimento da qualidade dos ativos e o impacto de um ambiente econômico mais desafiador na rentabilidade do Banco da Irlanda. Seguiu-se um colapso do preço das ações.[12]
- 2009 - O governo irlandês anuncia um valor de € 7 bilhões de pacotes de resgate para o banco e o Allied Irish Banks plc em fevereiro.[13] O maior assalto a banco na história do estado ocorreu no Banco da Irlanda, no College Green. Os consultores Oliver Wyman validaram os níveis de inadimplência do Banco da Irlanda em € 6   bilhões em três anos até março de 2011, um nível de inadimplência que foi excedido em quase € 1 bilhão em questão de meses.[14][15]
- 2010 - A Comissão Europeia ordena a alienação do Banco da Irlanda Asset Management, New Ireland Assurance, ICS Building Society, seus negócios de câmbio nos EUA e as participações realizadas no Irish Credit Bureau e em um American Asset Manager após o recebimento do Estado do Governo Irlandês ajuda.[16]
- 2011 - A Divisão de Serviços de Valores Mobiliários é vendida para Northern Trust Corporation.[17][18]
- 2013 - O Banco da Irlanda mais que dobra as taxas de juros sobre hipotecas, acompanhando as taxas do Banco da Inglaterra (que permaneceram estáveis por quatro anos), citando a necessidade de manter mais reservas e o 'aumento do custo de financiamento de hipotecas'. Descrito por Ray Boulger, do corretor John Charcol, como "tendo atingido a reputação de suas hipotecas em pedacinhos", no entanto, o banco continua oferecendo hipotecas altamente competitivas através dos Correios.[19]
- 2014 - Regulamento do banco irá transferir para o Banco Central Europeu.[20]
- 2014 - Assina aliança de marketing com a EVO Payments International e entra novamente no mercado de aquisição de cartões. Lançamento do BOI Payment Acceptance em dezembro de 2014.[21]

### Papel como banqueiro do governo
O Banco da Irlanda não é e nunca foi o banco central irlandês. No entanto, além de ser um banco comercial - um tomador de depósito e uma instituição de crédito - ele desempenhava muitas funções do banco central, bem como o Bank of Scotland e o Bank of England, anteriormente estabelecidos. O Banco da Irlanda operou a Conta do Tesouro e, durante o século XIX, agiu como um banqueiro de último recurso. Até os títulos do presidente do conselho de administração (o governador) e o próprio título do conselho (o Tribunal de Administração) sugerem um status de banco central. Desde a fundação do Estado Livre Irlandês em 1922 até 31 de dezembro de 1971, o Banco da Irlanda foi o banqueiro do Governo Irlandês.

### Quartel general
A sede do banco até a década de 1970 era a impressionante Casa do Parlamento em College Green, Dublin. Este edifício foi originalmente projetado por Sir Edward Lovett Pearce em 1729 para sediar o Parlamento Irlandês, e foi o primeiro edifício do Parlamento bicameral construído especificamente para o mundo.
O banco planejava encomendar um prédio projetado por Sir John Soane para ser construído no local delimitado pelas ruas Westmoreland, Fleet Street, College Street e D'Olier Street (agora ocupada pelo Westin Hotel). No entanto, o projeto foi cancelado após o Ato da União em 1800, quando a recém-extinta Casa do Parlamento foi comprada pelo Banco da Irlanda em 1803. O antigo Parlamento continua hoje como um ramo de trabalho. Hoje, os visitantes ainda podem ver a impressionante câmara da Casa dos Lordes da Irlanda dentro do antigo prédio da sede. O Oireachtas, o parlamento moderno da República da Irlanda, está agora instalado na Leinster House, em Dublin. Em 2011, o governo irlandês apresentou propostas para adquirir o edifício como um local para o estado usar como local cultural.
Na década de 1970, o banco mudou sua sede para um edifício moderno na Lower Baggot Street, Dublin 2. Como observa Frank McDonald em seu livro Destruction of Dublin, quando essas sedes foram construídas, fez com que o preço mundial do cobre subisse - esse era o uso no edifício.

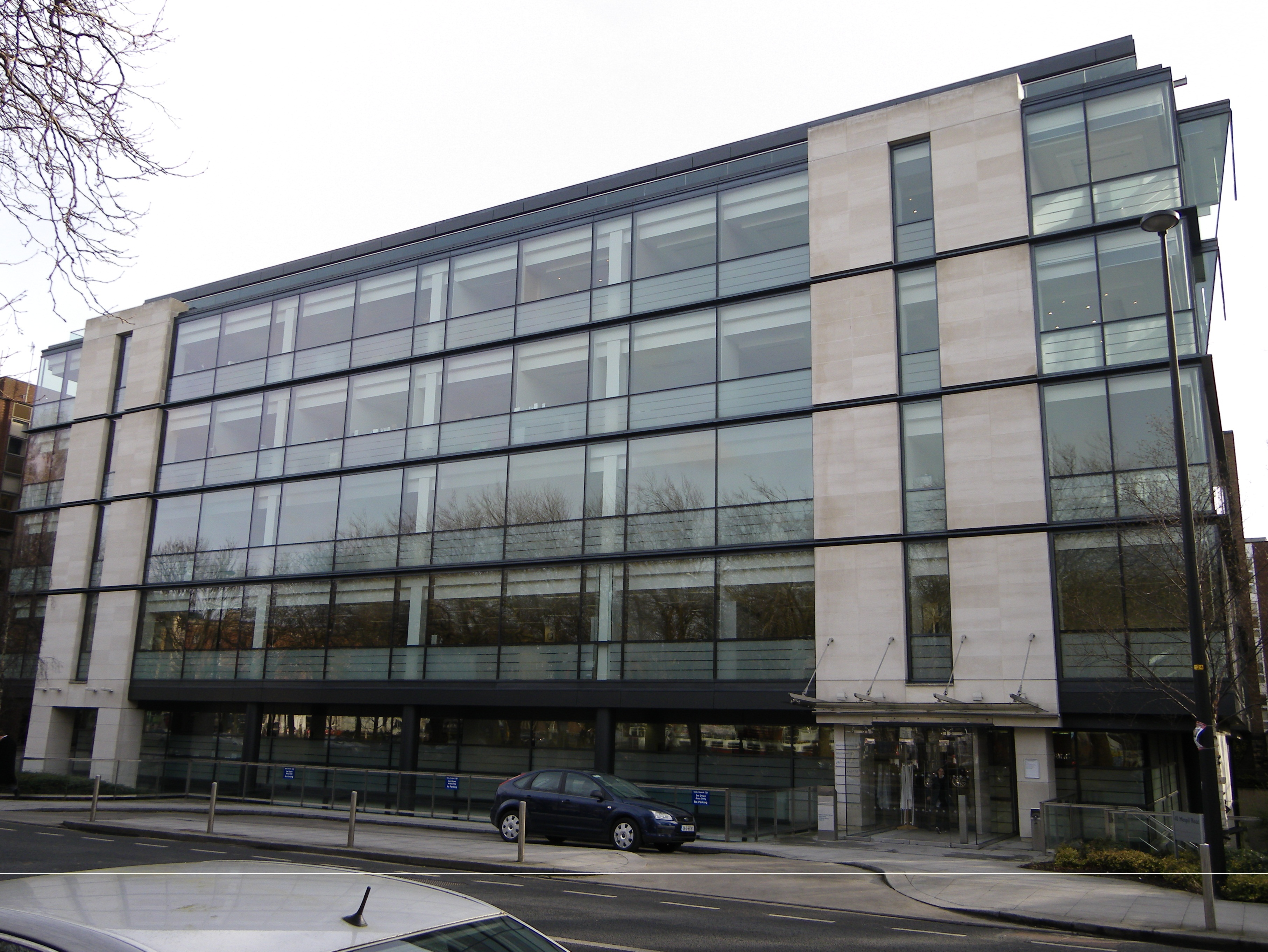
Nova sede na 40 Mespil Road, Dublin 4

Em 2010, o banco mudou-se para uma nova sede menor na Mespil Road.

## Serviços bancários

### República da Irlanda

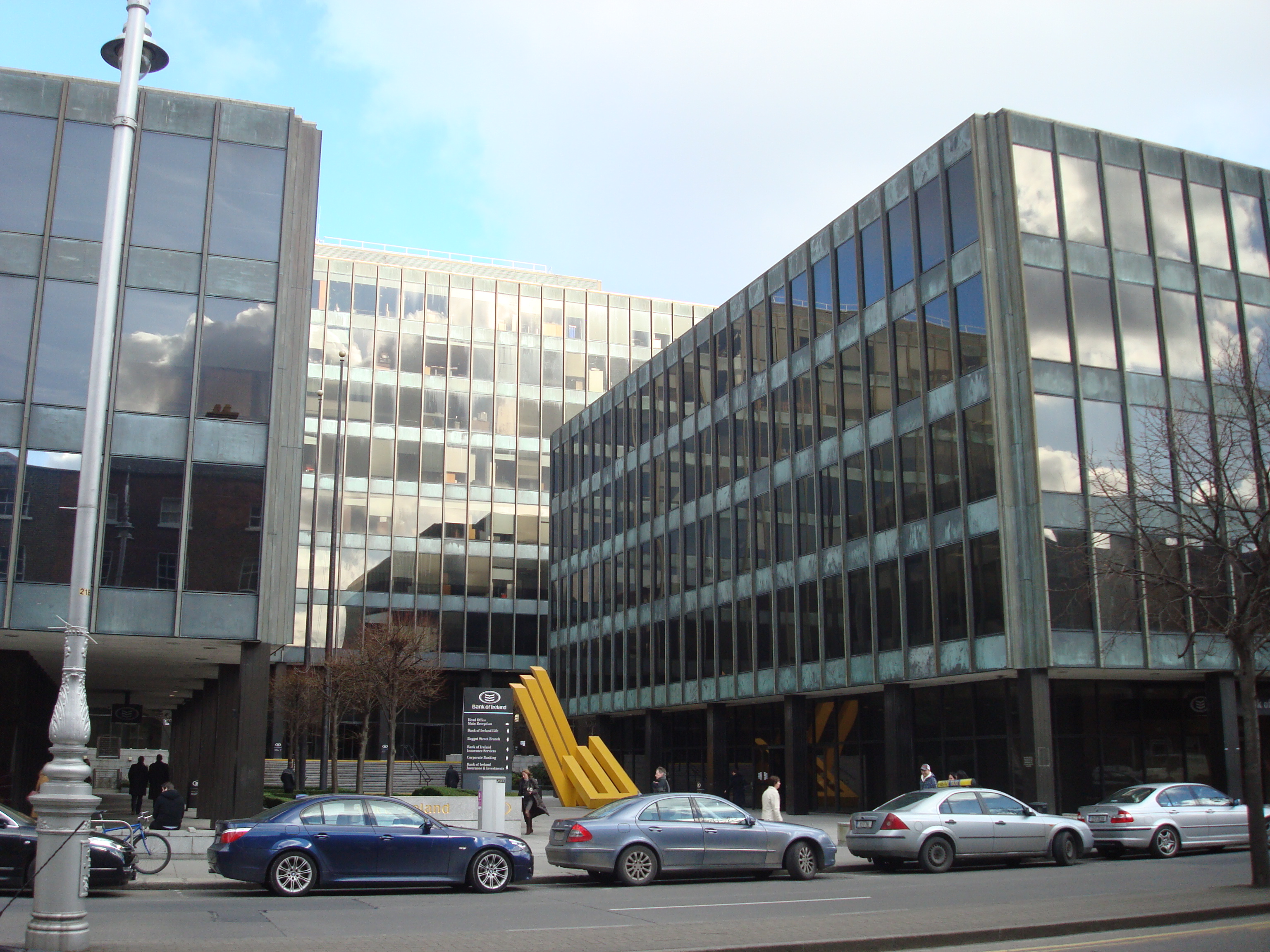
Antiga sede na Lower Baggot Street até 2010

O Grupo fornece uma ampla gama de serviços financeiros na Irlanda para os setores pessoal, comercial, industrial e agrícola. Isso inclui serviços de verificação e depósito, descobertos, empréstimos a prazo, hipotecas, financiamento internacional de ativos, leasing, crédito a prestações, financiamento de dívidas, facilidades de câmbio, instrumentos de hedge de juros e taxas de câmbio, serviços de executor e fiduciário.

### Operações Internacionais
O banco está sediado em Dublin e possui operações em toda a República da Irlanda. Ela também opera na Irlanda do Norte, onde ele imprime suas próprias notas em libras esterlinas (ver secção sobre as notas abaixo). Na Grã-Bretanha, o banco expandiu-se amplamente através da aquisição da Bristol and West Building Society em 1996. O Bank of Ireland também fornece serviços financeiros para os Correios Britânicos em todo o Reino Unido e AA Savings. As operações no resto do mundo são realizadas principalmente pelo Corporate Banking do Bank of Ireland, que presta serviços na França, Alemanha, Austrália e Estados Unidos.

## Notas de banco

Uma nota de 5 libras esterlinas emitida pelo Bank of Ireland na Irlanda do Norte